# Just Rens

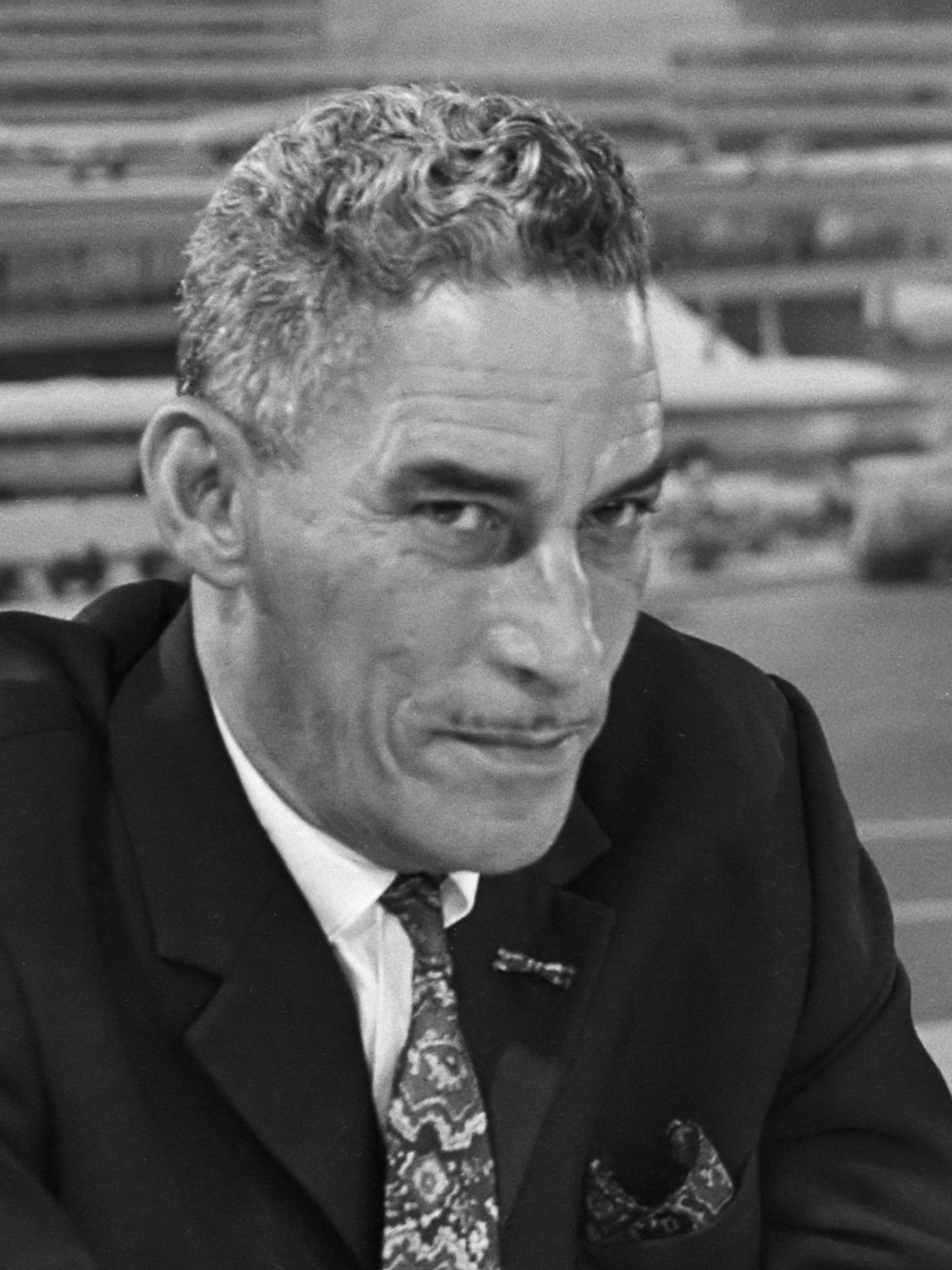
Just Rens (1971)

Just Rens (Paramaribo, 12 april 1916 – aldaar, 16 februari 1981) was een Surinaams politicus en ondernemer.
Hij volgde een opleiding tot onderwijzer en werkte daarna bij de Surinaamse Postspaarbank. Na acht jaar voor de overheid te hebben gewerkt maakte hij de overstap naar de private sector. Zo was hij de oprichter van de Hygiënische Wasserij en lukte het hem om samen met een bevriende handelspartner de 7Up fabriek naar Suriname te halen. In 1951 kwam Rens namens de Nationale Partij Suriname (NPS) in de Staten van Suriname. Bij de verkiezingen van 1955 verloor de NPS fors waarbij ook hij zijn zetel moest opgeven. Lachmon van de VHP bood nog wel aan dat twee gekozen VHP'ers zich zouden terugtrekken om na een herverkiezing de NPS'ers Pengel en Rens toch in de Staten terug te laten keren. Pengel ging op dit aanbod in en werd alsnog verkozen. Bij de verkiezingen van 1958 en 1963 werd Rens weer herkozen. In het eerste kabinet-Pengel werd hij minister van Opbouw. Op 31 december 1966 werd hij ontslagen als minister toen hij om principiële redenen weigerde een door Pengel aangebrachte wijziging in het kiesstelsel te tekenen. Omdat de verkiezingen er al aan zaten te komen werd geen opvolger gezocht.
In januari 1967 richtte Rens een nieuwe partij op: de Progressieve Nationale Partij (PNP). Bij de verkiezingen enkele maanden later behaalde de PNP 3 zetels waarmee hij terugkwam in het parlement maar deze keer dus namens de PNP en ook in 1969 werd hij herkozen. De PNP kwam later dat jaar in de regering met zijn partijgenoot Jules Sedney als premier en hijzelf als minister van Economische Zaken. Vanaf 1971 was hij tevens waarnemend minister van Volksgezondheid als opvolger van de vrouwenarts Vonsee die in Nederland verder wilde gaan studeren en een proefschrift wilde schrijven. Bij de verkiezingen van 1973 behaalde de PNP geen enkele zetel. Nadat Rens een verzoek tot onderzoek naar mogelijke financiële malversaties bij minister van Financiën Harry Radhakishun (VHP) had ingediend werd hijzelf gearresteerd en voor een periode van zeven dagen opgesloten in een politiecel vanwege mogelijke betrokkenheid bij bepaalde zaken rond een woningbouwproject op de oude plantage Geyersvlijt. Door de onderzoeksrechter werd hij later vrijgesproken.
In februari 1981 overleed hij op 64-jarige leeftijd.